# Friedmann Mór
Friedmann Mór (Hrabóc, 1827. március 7. – Budapest, 1891. augusztus 29.) a pesti izraelita hitközség főkántora.

## Élete
Jómódú szülők gyermeke, akik fiukat rabbinak szánták. Talmudiskolákba járt, de csakhamar feltűnt szép hangjával, s már 12 éves korában előimádkozással kereste meg kenyerét. Pápán és Pozsonyban végzett talmudi tanulmányai után Brezován tanítóskodott, közben tovább képezte magát a világi és vallási tudományokban, majd 1844-ben Goldmark Károly apja, a németkeresztúri kántor mellett elsajátította a kántori teendőket. Ezen idő alatt a közeli Sopronba járt a pedagógiai tanfolyamot hallgatni. Ő volt az első, aki magyarul tanított a németkeresztúri zsidó iskolában. 
1848-ban Sopronban kántorrá választották. A Jelačić ellen szervezett népfelkelők közé ő is beállott, azonban karját kificamított és hazabocsátották. Később a bécsi konzervatóriumot látogatta, s egyben a neves Sulzer bécsi kántornak tanítványa volt. 1850-ben Bécs egyik elővárosában kántor, hitoktató, jegyző és hitszónok lett, és érdemeiért a bécsi rabbiság mórénu címmel tüntette ki. 
1857. június 23-án a pesti hitközség főkántorának hívta meg, azonban mielőtt új hivatalát elfoglalta, hosszabb utazást tett külföldön, hogy a nagyobb zsidó hitközségeket tanulmányozza. Pesten nyomban hozzálátott az istentisztelet rendezéséhez a Sulzer-féle imarend és részben saját vallási énekeinek meghonosításával. Pesten a Dohány utcai zsinagóga felavatásakor (1859. szeptember 6.) énekelt először. 
Izraelita vallásos énekek című könyve nagyban elősegítette a hitközségek megmagyarosodását. Kompozíciói a műzene szabályainak betartása mellett megőrizték a zsidó vallási ének jellegét. A hitközségi hivatalnokok erkölcsi és anyagi érdekeinek megvédésére 1882-ben egyletet alapított és lapot szerkesztett, az Izraelita Tanítóegyesületnek megalakulása óta alelnöke volt. Már 1868-ban készített, s a zsidó kongresszushoz be is nyújtott egy emlékiratot kántoriskola létesítése érdekében. A Rabbiszeminárium gimnáziumának megnyitásától annak énektanára volt. A király arany érdemkereszttel tüntette ki.

## Munkái
- Israelita vallásos énekek, a nyilvános isteni tisztelet, az iskolai és a házi áhitat számára, ima könyvvé rendezte és zenével kiadta Friedmann Mór, magyarította Tatai András. Pest, 1861.
- Gyászének báró Eötvös József emlékére. Pest, 1871.

Kéziratban maradt 70 vallásos éneke. 